# El Comercio (Pérou)
Pour les articles homonymes, voir El Comercio.
El Comercio est un quotidien péruvien fondé en 1839. La diffusion au Pérou de ce journal du lundi au dimanche a été de 120 000 exemplaires sur la période 2007-2008. Il est l'un des plus anciens journaux toujours existants en espagnol.

## Histoire

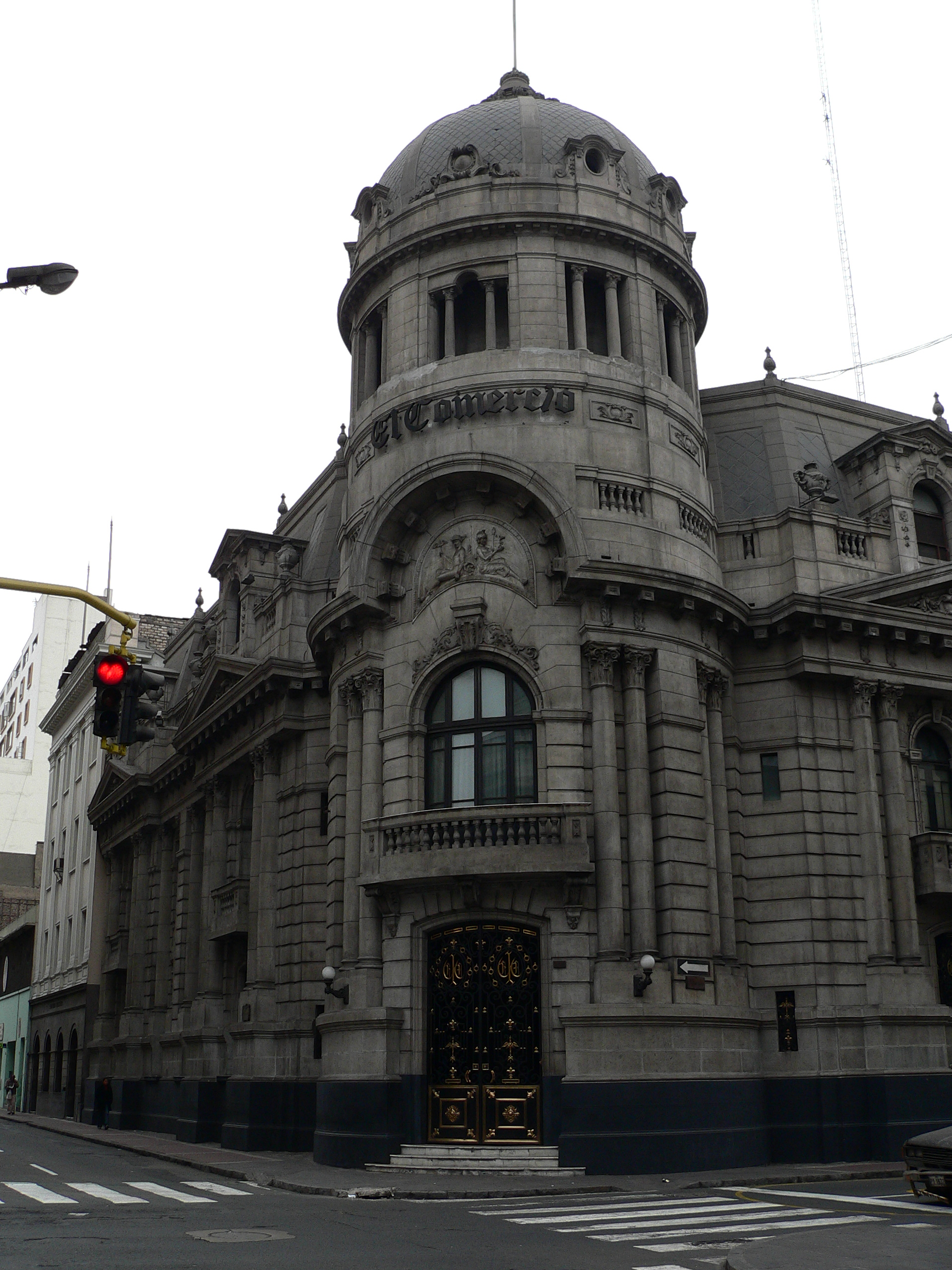
Siège du journal dans le centre historique de Lima.

El Comercio est fondé par Manuel Amunátegui et Alejandro Villota le 4 mai 1839. Le prix de la première édition était d'un real (es) d'argent. Sa devise était alors : « Ordre, Liberté, et connaissance ». À l'origine, il était un journal quotidien du soir, d'orientation commerciale, politique et littéraire. En 1875, Amunategui cède le contrôle du journal à José Antonio Miro Quesada. Depuis, la famille de Miró Quesada dirige le journal.

### Groupe El Comercio
El Comercio appartient au grand groupe conservateur du même nom, qui détient 80 % des journaux et plusieurs chaînes de télévision. Le groupe lui-même appartient à la famille Miró Quesada, l'une des plus riches du Pérou, qui possède également des sociétés dans le domaine du tourisme, de l'exploitation minière, de l'immobilier et de la banque.
En 2014, son rachat de Epensa et ses journaux grand public suscitent la polémique en raison de la mainmise du groupe sur les médias péruviens. En 2018, El Comercio détenait 20 publications de presse écrite, 17 médias digitaux et 3 chaînes de télévision.

### Ligne éditoriale
D'après Courrier international, El Comercio « se veut novateur tout en étant d'obédience conservatrice ».
Proche de la mouvance fujimoriste, du nom de l'ancien président Alberto Fujimori, le quotidien soutient la campagne de sa fille, Keiko Fujimori, lors de l'élection présidentielle de 2011, et attaque Ollanta Humala. Deux journalistes, Patricia Montero et José Jara, affirment avoir été licenciés « pour avoir refusé de suivre cette directive.
Pendant la campagne présidentielle de 2021, il multiplie les articles critiques envers le candidat de gauche Pedro Castillo.
Une étude du Centre stratégique latino-américain de géopolitique (Celag) portant sur les « unes » de la presse péruvienne du 1er janvier au 30 novembre 2022 conclut que, en ce qui concerne El Comercio, les informations présentées y étaient « négatives » pour le président Castillo dans 79 % des cas.

## Autres publications
- Perú 21 (journal décontracté à destination des jeunes)
- Trome
- Gestión (hebdomadaire, milieu économique)
- Magazine Somos